# Rásonysápberencs
Rásonysápberencs ist eine ungarische Gemeinde im Kreis Szikszó im Komitat Borsod-Abaúj-Zemplén.

## Geografische Lage
Rásonysápberencs liegt in Nordungarn, 27 Kilometer nordöstlich des Komitatssitzes Miskolc, 13 Kilometer nordöstlich der Kreisstadt Szikszó, an dem Fluss Vasonca. Nachbargemeinden sind Detek im Norden und  Léh im Süden.

## Geschichte
Rásonysápberencs entstand 1938 durch den Zusammenschluss der Orte Abaújsáp, Rásony und Szárazberencs.

## Gemeindepartnerschaften
- Turnianska Nová Ves, Slowakei, seit 1999[3]

## Sehenswürdigkeiten
- Csoma-Farkas-Landhaus (Csoma-Farkas kúria)
- Reformierte Kirche

## Verkehr
Durch Rásonysápberenc verläuft die Landstraße Nr. 2624. Es bestehen Busverbindungen über Detek und Beret nach Baktakék sowie über Léh und Kázsmárk nach Halmaj, wo sich der nächstgelegene Bahnhof befindet.